# Sarinda

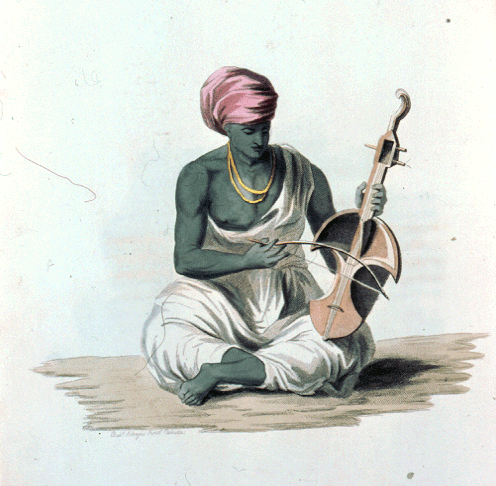
Sarinda.

La sarinda o saroh es un instrumento de cuerda de la India derivado del sarangi que se tañe con arco. Dispone de tres cuerdas, dos de ellas afinadas al unísono y la tercera a la cuarta inferior.